# Операция на Мильевачском плато
Операция на Мильевачском плато (хорв. Operacija Miljevci, серб. Напад на Миљевачки плато) — военная операция хорватской армии против войск Сербской Краины, проведённая на Мильевачском плато 21—22 июня 1992 года. Мильевачское плато находится к югу от города Дрниш. Тогда это был сектор миротворческих силы ООН «Север». Данная операция была проведена по инициативе местных хорватских командиров и с мая 1992 года стала первым крупным нарушением перемирия между противоборствующими сторонами.

## История

### Подготовка операции
За несколько дней до операции хорватская сторона попросила сербов воздержаться от боевых действий, так как в Шибенике планировалось провести фестиваль детских театров. По воспоминаниям очевидцев из числа миротворцев ООН, сербы согласились и большую часть личного состава отпустили по домам. Таким образом, укомплектованность сербских подразделений на линии фронта составила около 30 %. Ночью 21 июня 1992 года хорватские 113-я и 142-я бригады провели перегруппировку сил и выдвинулись на позиции для атаки.
На плато размещалась реорганизованная тактическая группа 1 в составе 1-го батальона 1-й бригады Территориальной обороны РСК, батареи гаубиц М-56, батареи противотанковых орудий ЗИС-3 и двух бронетранспортёров М-60.

### Атака хорватов. Контратака сербов
Рано утром 21 июня, форсировав реку Чиколу, хорватские бригады начали наступление. Сербские войска не ожидали нападения, и первый удар хорватской армии приняли на себя патрули и дозоры. После артподготовки хорваты двинулись по трём направлениям: от реки Чиколы, от реки Крки и от села Нос Калик. В зоне боевых действий находились семь населённых пунктов. Утром 22 июня хорватские отряды заняли село Дриновци, таким образом полностью поставив под контроль Мильевачское плато. Их дальнейшее продвижение было остановлено действиями артиллерии, которую сербские войска изъяли со складов. В итоге хорватские войска закрепились на достигнутых рубежах.
В оперативном центре Главного штаба ТО РСК об атаке узнали только спустя почти пять часов после её начала. Командиру 1-й бригады ТО подполковнику Живко Родичу было приказано сформировать из бронетехники боевую группу и провести контратаку. В 16:00 подполковник Родич доложил, что оборону противника прорвать не удалось, в бою потерян один танк Т-55.

### Обвинения в военных преступлениях и реакция международного сообщества
В результате операции в плен к хорватским солдатам попали около 20 сербских ополченцев. По утверждению сербской общественной организации «Веритас», несколько из них, в том числе и раненый, были убиты военнослужащими хорватской армии. Позднее хорватская пресса опубликовала подробности убийства одного пленного и назвала общую цифру в 29 убитых сербских военнопленных. По сообщениям сербской стороны и по воспоминаниям российских миротворцев ООН, тела всех погибших сербских солдат были изувечены и сброшены в яму неподалёку от села Дриновци. Хорватская пресса писала о том, что часть трупов была сожжена. Остальные пленные после двух месяцев, проведённых в хорватских лагерях, были обменены 14 августа 1992 года в Немештине.
Спустя некоторое время хорватская пресса отметила, что в обществе распространены слухи о совершении военных преступлений хорватскими солдатами, сославшись на имеющуюся у прокуратуры видеозапись.
Нарушение перемирия хорватской армией было осуждено со стороны как УНПРОФОР, так и Европейской миссии наблюдателей. Совет безопасности ООН принял резолюцию под номером 762, которая требовала от Хорватии вернуть войска на исходные позиции. Хорватское руководство отказалось выполнить эту резолюцию.